# 時雨音羽
時雨 音羽（しぐれ おとは、1899年（明治32年）3月19日 - 1980年（昭和55年）7月25日）は、昭和期の作詞家。出生時の戸籍上の名前は池野 音吉(いけの おときち)であるが、1961年（昭和36年）に筆名を本名に改名したため、没年時の本名も時雨音羽である。

## 経歴
北海道利尻島沓形村番外地出身。5人兄弟の末っ子として生まれる。父邦蔵は、新潟県佐渡郡の出身。 新湊小学校、沓形小学校高等科卒業。1916年（大正5年）沓形村役場に附属員として勤めていたが、1918年（大正7年）秋頃上京する。日本大学法科に検定で合格し、1923年（大正12年）卒業後、大蔵省主税局織物課に勤めた。
1925年（大正14年）、新大衆誌『キング』9月号に講談社の依頼で民謡詩「朝日をあびて（後の出船の港）」を掲載。この詩は、中山晋平が作曲し藤原義江が歌ってヒットした。翌1926年（大正15年）3月には、『キング』3月号に民謡詩「金扇（後の鉾をおさめて）」を掲載。この詩も中山、藤原のコンビによって歌われた。1928年（昭和3年）創設されたばかりのビクターレコードに文芸顧問として入社。「君恋し」、「浪花小唄」とヒット曲を書き、レコード界草創期の流行歌作詞家となった。また童謡、唱歌も作り、1942年（昭和17年）には、平井康三郎作曲で、小学校のための文部省唱歌となった「スキー」を作詞している。
一方で、演劇界にも活動の場を広げて、1927年（昭和2年）には、二代目市川猿之助の歌舞伎座上演脚本に「最初の悪魔」で応募し、一等当選。
1957年（昭和32年）公開の東宝映画「雨情」の原作、文藝春秋「樹下の一夜」など数々の脚本を手がけた。
1961年（昭和36年）12月、佐々紅華作曲、寺岡真三編曲、フランク永井歌唱により、「君恋し」で第3回日本レコード大賞受賞。
1969年（昭和44年）、紫綬褒章を受章。1977年（昭和52年）7月より利尻町名誉町民。1980年（昭和55年）7月25日死去。
同年10月、佐々紅華作曲、フランク永井歌唱により、「君恋し」で日本作詩大賞特別賞受賞。1981年（昭和56年）6月10日、幌延町名山台に詩碑「天塩川」除幕式。
主な著作に、日本講演協会『塩と民族』、『島物語』、現代教養文庫『日本歌謡集 明治・大正・昭和の流行歌』などがある。

## 録音作品
- 『出船の港』（1928年（昭和3年）2月）［中山晋平作曲、カルロ・サバイノ編曲、歌：藤原義江］
- 『鉾をおさめて』（1928年（昭和3年）7月）［中山晋平作曲、歌：藤原義江、ピアノ：シールズ］、（1929年（昭和4年）7月［中山晋平作曲、歌：佐藤千夜子、ピアノ：中山晋平）
- 『君恋し』（1928年（昭和3年）12月）［佐々紅華作曲、歌：二村定一］、（1929年（昭和4年）9月）［佐々紅華作編曲、歌：佐藤千夜子、伴奏：日本ビクター・ジャズ・バンド］
- 『白帆の唄』（1929年（昭和4年）3月）［井田一郎編曲、歌：二村定一、女声合唱団］
- 『神田小唄』（1929年（昭和4年）4月）［佐々紅華作曲、歌：二村定一］
- 『となり横丁』（1929年（昭和4年）4月）［イタリア民謡、井田一郎編曲、歌：二村定一、女声合唱団、伴奏：日本ビクター・ジャズ・バンド］
- 『ほがらかね』（1929年（昭和4年）4月）［イタリア民謡、井田一郎編曲、歌：二村定一、女声合唱団、伴奏：日本ビクター・ジャズ・バンド］
- 『君よさらば』（1929年（昭和4年）4月）［佐々紅華作編曲、歌：二村定一、伴奏：日本ビクター・ジャズ・バンド］
- 『かちどきの唄』（1929年（昭和4年）5月）［佐々紅華作編曲、歌：二村定一、伴奏：日本ビクター・ジャズ・バンド］
- 『悲しき踊り子』（1929年（昭和4年）5月）［佐々紅華作編曲、歌：佐藤千夜子、伴奏：日本ビクター・ジャズ・バンド］
- 『浪花小唄（道頓堀夜景）[注釈 5]』（1929年（昭和4年）6月）［佐々紅華作曲、歌：二村定一・藤本二三吉］、（1929年（昭和4年）7月）［佐々紅華作編曲、歌：葭町二三吉、三味線：小静、秀葉]
- 『モダン東京』（1929年（昭和4年）7月）［竹森しげる作曲、井田一郎編曲、歌：鈴野雪夫、伴奏：日本ビクター・ジャズ・バンド］
- 『丸の内メロディー』（1929年（昭和4年）7月）［竹森しげる作曲、井田一郎編曲、歌：鈴野雪夫、伴奏：日本ビクター・ジャズ・バンド］
- 『黒ニャゴ』（1929年（昭和4年）7月）［佐々紅華作編曲、歌：平井英子、斉唱：松山浪子、富士野登久子、伴奏：日本ビクター・ジャズ・バンド］
- 『おいちにの兵隊さん』（1929年（昭和4年）7月）［佐々紅華作編曲、歌：平井英子、斉唱：松山浪子、富士野登久子、伴奏：日本ビクター・ジャズ・バンド］
- 『山の歌』（1929年（昭和4年）7月）［佐々紅華作曲、歌：二村定一、伴奏：日本ビクター・ジャズ・バンド］
- 『海のメロディー』（1929年（昭和4年）7月）［佐々紅華作曲、歌：二村定一、伴奏：日本ビクター・ジャズ・バンド］
- 『ホイ坂エン坂』（1929年（昭和4年）8月）［佐々紅華作編曲、歌：平井英子、伴奏：日本ビクター管絃楽団]、（1950年（昭和25年）6月）［佐々紅華作編曲、歌：平井英子、伴奏：ビクターオーケストラ]、（1950年（昭和25年）6月）［佐々紅華作編曲、歌：平井英子、日本ビクター児童合唱団、伴奏：日本ビクター管絃楽団]
- 『陽気な唄』（1929年（昭和4年）8月）［佐々紅華作編曲、歌：二村定一、伴奏：日本ビクター管絃楽団］、（1929年（昭和4年）8月）［佐々紅華作編曲、歌：永井智子］
- 『摩天楼』（1929年（昭和4年）8月）［佐々紅華作編曲、歌：佐藤千夜子、伴奏：日本ビクター管絃楽団］、（1929年（昭和4年）8月）［佐々紅華作編曲、三味線：藤本二三吉、小静、秀葉、伴奏：日本ビクター四重奏団］
- 『鼠の留守番』（1929年（昭和4年）8月）［佐々紅華作編曲、歌：平井英子、伴奏：日本ビクター管絃楽団］、（1950年（昭和25年）6月）［佐々紅華作曲、歌：平井英子、伴奏：日本ビクター管絃楽団］、『ねずみの留守番』（1950年（昭和25年）6月）［佐々紅華作編曲、歌：平井英子、伴奏：ビクターオーケストラ］
- 『送る紅筆』（1929年（昭和4年）8月）［塩尻精八作編曲、歌：永井智子、伴奏：日本ビクター管絃楽団］
- 『潮の逢瀬 (巡航船の唄) 』（1929年（昭和4年）8月）［塩尻精八作編曲、歌：永井智子、伴奏：日本ビクター管絃楽団］
- 『早稲田メロディー』（1929年（昭和4年）8月）［佐々紅華作編曲、歌：二村定一、伴奏：日本ビクター・ジャズ・バンド］
- 『神楽坂』（1929年（昭和4年）8月）［佐々紅華作編曲、歌：藤本（葭町）二三吉、三味線：小静、秀葉]
- 『不忍小唄』（1929年（昭和4年）9月）［佐々紅華作編曲、歌：藤本（葭町）二三吉、三味線：小静、秀葉]
- 『黒ゆりの花』（1929年（昭和4年）9月）［佐々紅華作編曲、歌：佐藤千夜子、伴奏：日本ビクター・ジャズ・バンド］
- 『金座金座』（1929年（昭和4年）9月）［佐々紅華作編曲、歌：藤本（葭町）二三吉、三味線：小静、秀葉]、（1929年（昭和4年）9月）［佐々紅華作編曲、歌：二村定一、伴奏：日本ビクター・ジャズ・バンド］
- 『モダン節』（1929年（昭和4年）10月）［佐々紅華作編曲、歌：二村定一、伴奏：日本ビクター管絃楽団］、（1929年（昭和4年）10月）［佐々紅華作編曲、歌：藤本（葭町）二三吉、三味線：小静、秀葉]
- 『舞鶴小唄』（1929年（昭和4年）10月）［中山晋平作曲、歌：藤本（葭町）二三吉、三味線：小静、秀葉]
- 『摩天楼』（1929年（昭和4年）11月）［佐々紅華作曲、歌：佐藤千夜子］
- 『糸はんへ』（1929年（昭和4年）11月）［佐々紅華作編曲、歌：佐藤千夜子、伴奏：日本ビクター管絃楽団］
- 『しぼむ花びら』（1929年（昭和4年）11月）［佐々紅華作編曲、歌：佐藤千夜子、伴奏：日本ビクター管絃楽団］
- 『キルク草履』（1929年（昭和4年）11月）［塩尻精八作編曲、歌：二村定一、伴奏：日本ビクター・ジャズ・バンド］
- 『おらが牧場』（1929年（昭和4年）12月）［藤井清水作曲、歌：藤原義江、ピアノ：マキシム・シャピロ]
- 『十のそらごと』（1929年（昭和4年）12月）［佐々紅華作曲、歌：二村定一]
- 『一度二度なら』（1929年（昭和4年）12月）［佐々紅華作曲、歌：藤本(葭町)二三吉]
- 『南地南地なんだんネ』（1930年（昭和5年）1月）［佐々紅華作編曲、歌：藤本(葭町)二三吉、三味線：小静、秀葉、きん、琴歌]、（1930年（昭和5年）1月）［佐々紅華作編曲、歌：藤本(葭町)二三吉、伴奏：日本ビクターサロン管絃楽団]
- 『護れよ祖国』（1930年（昭和5年）1月）［佐々紅華作編曲、歌：二村定一、伴奏：日本ビクター管絃楽団］
- 『海原千里』（1930年（昭和5年）1月）［佐々紅華作編曲、歌：二村定一、伴奏：日本ビクター管絃楽団］
- 『新橋や素足で東下駄佐々』（1930年（昭和5年）2月）［佐々紅華作編曲、歌：新橋春野、新橋林子、伴奏：日本ビクターサロン管絃楽団、三味線：元香、政奴]
- 『スポーツ拳』（1930年（昭和5年）3月）［佐々紅華作編曲、歌：二村定一、伴奏：日本ビクター管絃楽団］
- 『桃栗三年』（1930年（昭和5年）3月）［佐々紅華作編曲、歌：平井　英子、伴奏：缺畑貞子、日本ビクタージャズ・バンド]
- 『復興小唄』（1930年（昭和5年）3月）［佐々紅華作曲、歌：藤本(葭町)二三吉、三味線：小静、秀葉]
- 『野球メロディー』（1930年（昭和5年）3月）［佐々紅華作編曲、歌：二村定一、伴奏：日本ビクター管絃楽団］
- 『久助の舟』（1930年（昭和5年）4月）［佐々紅華作編曲、歌：二村定一、伴奏：日本ビクター管絃楽団］
- 『チャキチャキ雀』（1930年（昭和5年）4月）［佐々紅華作編曲、歌：羽衣歌子、伴奏：日本ビクター管絃楽団］
- 『千の酒倉』（1930年（昭和5年）4月）［佐々紅華作編曲、歌：二村定一、伴奏：日本ビクター管絃楽団］
- 『柿の木坂』（1930年（昭和5年）4月）［佐々紅華作編曲、歌：佐藤千夜子、伴奏：日本ビクター管絃楽団］
- 『踊る黒猫』（1930年（昭和5年）5月）［佐々紅華作編曲、歌：二村定一、伴奏：日本ビクター管絃楽団］
- 『野沢温泉小唄』（1930年（昭和5年）5月）［中山晋平作曲、歌：藤本二三吉、三味線：小静、野沢芸妓璉]、（1954年（昭和29年）11月）［中山晋平作曲、歌：藤本二三吉]
- 『灘の朝霧』（1930年（昭和5年）5月）［中山晋平作曲、歌：徳山璉、伴奏：日本ビクター管絃楽団]
- 『舞鶴行進曲』（1930年（昭和5年）5月）［佐々紅華作編曲、歌：二村定一、伴奏：日本ビクタージャズバンド］
- 『東京セレナーデ』（1930年（昭和5年）6月）［佐々紅華作曲、歌：藤本二三吉、三味線：小静、秀葉]、（1930年（昭和5年）6月）［佐々紅華作曲、歌：二村定一、伴奏：日本ビクター管絃楽団］
- 『ぽんぽんぽんと町』（1930年（昭和5年）7月）［佐々紅華作曲、歌：（先斗町）筆香、三味線：先斗町三智子]
- 『京の夢唄』（1930年（昭和5年）7月）［佐々紅華作曲、歌：藤本二三吉、三味線：小静、秀葉、三代龍]
- 『新小唄 豆の枝づる』（1930年（昭和5年）10月）［佐々紅華作曲、歌：男女独唱合唱、三味線：先斗町筆香]
- 『三弦歌謡曲 風のたより』（1930年（昭和5年）10月）［佐々紅華作曲、独吟：先斗町筆香、三味線：先斗町三智子]
- 『今宵のひととき（アロハ・オエ）』（1930年（昭和5年）11月）［Queen Liliuokalani作詞、時雨音羽訳詞、Queen Liliuokalani作曲、歌：アーネスト・カアイ・ハワイアン・トリオ（女声独唱付）]
- 『映画主題歌 ロボットの唄』（1931年（昭和6年）1月）［佐々紅華作曲、歌：田谷力三、藤本政子]
- 『映画主題歌 わかれの唄』（1931年（昭和6年）1月）［佐々紅華作曲、歌：田谷力三]
- 『松竹映画小唄 お嬢さんの唄』（1931年（昭和6年）1月）［佐々紅華作曲、歌：天野喜久代、二村定一]
- 『新小唄 祇園ながし』（1931年（昭和6年）1月）［佐々紅華作曲、歌：朝居丸子]
- 『さくら幻想曲』（1931年（昭和6年）3月）［佐々紅華作編曲、歌：祇園初太郎、先斗町筆香、伴奏：日本ビクター管絃楽団、三味線：長二、三智子]
- 『帝キネ映画主題歌 妻吉小唄』（1931年（昭和6年）4月）［佐々紅華作曲、歌：天野喜久代]
- 『帝キネ映画主題歌 妻吉恋慕』（1931年（昭和6年）4月）［佐々紅華作曲、歌：新橋南地鶴三、三味線：豊吉、広助]
- 『ララ東京』（1931年（昭和6年）7月）［江口夜詩作曲、歌：弥生ひばり]
- 『大東京の唄(「大東京」主題歌）』（1931年（昭和6年）7月）［堀内敬三作編曲、歌：羽衣歌子]
- 『別れの花束(トービスユニバーサル映画「偽国旗」)』（1931年（昭和6年）7月）［江口夜詩作曲、歌：春山一夫]
- 『ジャズソング ジョッキ ビール』（1931年（昭和6年）12月）［杉山長谷夫作編曲、歌：Burton Crane]
- 『流行小唄 心のゆくえ』（1932年（昭和7年）3月）［井田一郎作編曲、歌：藤山一郎]
- 『新小唄 鉄道小唄』（1932年（昭和7年）3月）［佐々紅華作編曲、歌：分宝家艶菊]
- 『さらば上海』（1932年（昭和7年）6月）［古賀政男作編曲、歌：関種子］
- 『夜霧の港』（1932年（昭和7年）6月）［古賀政男作編曲、歌：中野忠晴］
- 『独唱 つばめ』（1932年（昭和7年）7月）［杉山長谷夫作編曲、歌：ベルトラメリ能子］
- 『独唱 まだ見ぬ夢』（1932年（昭和7年）7月）［杉山長谷夫作編曲、ベルトラメリ能子］
- 『君恋し―波浮の港』（1932年（昭和7年）9月）［佐々紅華作曲、デュフォル編曲、歌：東京フロリダ・ダンスホールほか］
- 『ジプシイの唄』（1932年（昭和7年）10月）［井田一郎編曲、歌：松島詩子］
- 『映画主題歌 花の東京』（1932年（昭和7年）10月）［古賀政男作曲、パクナデル・ドフォール編曲、歌：中野忠晴、淡谷のり子］
- 『春が来る来る』（1933年（昭和8年）1月）［堀内敬三作曲、歌：春山一夫］
- 『海の小夜曲(セレナーデ)』（1933年（昭和8年）3月）［竹岡信幸作曲、歌：春山一夫］
- 『女の唄』（1933年（昭和8年）5月）［井田一郎作編曲、歌：小林千代子］
- 『ほのかに君と』（1933年（昭和8年）5月）［井田一郎作編曲、歌：藤田正夫］
- 『流行歌(ハワイアンメロディ）桃の花咲く』（1933年（昭和8年）5月）［歌：ミス・コロムビア］
- 『流行唄 波のワルツ（ハワイアンメロディー）』（1933年（昭和8年）5月）［歌：中野忠晴、伴奏：ハワイアンギター]
- 『あかつきの歌』（1933年（昭和8年）7月）［倉田俊男作編曲、歌：東海林太郎]
- 『紅傘日傘』（1933年（昭和8年）7月）［山口俊郎作曲、倉田俊男編曲、歌：弥生ひばり]
- 『儚ない影』（1933年（昭和8年）8月）［北晃一作曲、歌：小林千代子、伴奏：日本ビクター・サロン・オーケストラ]
- 『ナンセンス小唄 トンコ節』（1933年（昭和8年）10月）［菊地博編曲、歌：バートン・クレーン]
- 『東京ステップ』（1933年（昭和8年）10月）［竹岡信幸作編曲、歌：東海林太郎]
- 『蚊帳にねて』（1934年（昭和9年）6月）［小松耕輔作曲、歌：喜波貞子、指揮：ピチネリ、伴奏：ミラノ・スカラ座管弦（楽）団]
- 『戀の流浪』（1934年（昭和9年）6月）［水木欣哉作曲、歌：徳山璉、伴奏：日本ビクター管弦楽団]
- 『北信濃音頭』（1934年（昭和9年）7月）［中山晋平作曲、歌：小唄勝太郎、三島一声、伴奏：日本ビクター管絃楽団]
- 『お杉音頭』（1934年（昭和9年）7月）［中山晋平作曲、歌：小唄勝太郎、三島一声、伴奏：日本ビクター管絃楽団]
- 『夢のふるさと』（1934年（昭和9年）7月）［田村しげる作編曲、歌：東海林太郎]
- 『流行歌 野球おどり』（1934年（昭和9年）8月）［佐々紅華作曲、歌：藤本二三吉]
- 『シャックリ殿さま』（1934年（昭和9年）9月）［中山晋平作曲、歌：高山得子、平山美代子、伴奏：日本ビクター管絃楽団]、（1955年（昭和30年）1月）［中山晋平作曲、小沢直与志編曲、歌：古賀さと子、児童合唱、伴奏：ビクター・オーケストラ]
- 『母をたずねて』（1934年（昭和9年）11月）［田村しげる作曲、歌：東海林太郎]
- 『母の手に』（1934年（昭和9年）11月）［田村しげる作編曲、歌：松島詩子]
- 『流行歌 呼子鳥』（1934年（昭和9年）12月）［佐々紅華作編曲、歌：豆千代]
- 『流行歌 晴れて逢ふ夜は』（1934年（昭和9年）12月）［古関裕而作曲、奥山貞吉編曲、歌：赤坂小梅］
- 『春の夜は』（1935年（昭和10年）1月）［田村しげる作曲、歌：東海林太郎]
- 『梅に春風』（1935年（昭和10年）1月）［田村しげる作曲、歌：新橋喜代三］
- 『ゆるしてネ』（1935年（昭和10年）2月）［江口夜詩作編曲、歌：赤坂小梅］
- 『秘めし涙』（1935年（昭和10年）2月）［杉山長谷夫作編曲、うた：小唄勝太郎、三味線：千代菊、千代、伴奏：日本ビクター・サロン管絃楽団]
- 『大阪恋しや』（1935年（昭和10年）2月）［塩尻精八作曲、歌：東海林太郎]
- 『愛の翼』（1935年（昭和10年）4月）［田村しげる作編曲、歌：松島詩子]
- 『流行歌 さくら日本』（1935年（昭和10年）4月）［佐々紅華作編曲、歌：音丸、伊藤久男、コロムビア合唱団、三味線：小靜、富奴]、（1935年（昭和10年）4月）［佐々紅華作曲、奥山貞吉編曲、歌：藤本二三吉、中野忠晴、コロムビア合唱団]
- 『雲とつばさ』（1935年（昭和10年）4月）［田村しげる作曲、歌：東海林太郎]
- 『蕾頃から』（1935年（昭和10年）5月）［大村能章作曲、歌：東海林太郎]
- 『流行歌 夏はうれしや』（1935年（昭和10年）6月）［佐々紅華作編曲、歌：山下義夫、三味線：小靜、富奴]
- 『家なき児』（1935年（昭和10年）6月）［田村しげる作曲、歌：東海林太郎］
- 『ナポリ恋しや』（1935年（昭和10年）6月）［田村しげる作編曲、歌：松島詩子]
- 『出船の港』（1935年（昭和10年）7月）［中山晋平作曲、歌：藤原義江、伴奏：日本ビクター管弦楽団]
- 『残桜』（1935年（昭和10年）7月）［村越国保作編曲、歌：三島一声、伴奏：日本ビクター・アンサンブル]
- 『鉾ををさめて』（1935年（昭和10年）7月）［中山晋平作曲、歌：藤原義江、伴奏：日本ビクター管弦楽団]
- 『青い月夜に』（1936年（昭和11年）2月）［細川潤一作曲、歌：三浦房子]
- 『江戸節みやげ子守歌』（1936年（昭和11年）3月）［阿部武雄作曲、歌：高田浩吉］
- 『手まり唄』（1936年（昭和11年）12月）［長妻完至作曲、歌：木村百合子、高橋旭子]
- 『満州娘』（1937年（昭和12年）1月）［長谷川椙美作編曲、歌：樋口静雄]
- 『草に眠る勇士』（1937年（昭和12年）3月）［細川潤一作曲、歌：三門順子]
- 『女よ何故泣くか』（1937年（昭和12年）3月）［田村しげる作編曲、歌：樋口静雄］
- 『さらば愛児』（1937年（昭和12年）4月）［細川潤一作編曲、歌：松島詩子]
- 『ナイルの岸』（1937年（昭和12年）5月）［橋本成美作編曲、歌：松島詩子]
- 『鉾をおさめて』（1937年（昭和12年）6月）［中山晋平作曲、ビンセント・ロペツ編曲、歌：藤原義江、伴奏：ビンセント・ロペツ・アンド・ヒズ・シンフォニック・ジャズ・オーケストラ]
- 『春雨郵便』（1937年（昭和12年）6月）［北村輝作曲、歌：樋口晴雄]
- 『墨菊の唄』（1937年（昭和12年）6月）［細川潤一作編曲、歌：花柳小菊]
- 『兵隊さん節』（1937年（昭和12年）11月）［古賀政男作曲、歌：美ち奴]
- 『赤城月夜』（1938年（昭和13年）4月）［大村能章作編曲、歌：塩まさる]
- 『長江の月』（1938年（昭和13年）4月）［佐藤長助作編曲、歌：樋口静雄]
- 『大島航路』（1938年（昭和13年）8月）［細川潤一作曲、歌：樋口静雄、松島詩子]
- 『チンライ節』（1938年（昭和13年）8月）［田村しげる作曲、歌：樋口静雄］、（1946年（昭和21年）5月）［田村しげる作編曲、歌：樋口静雄］
- 『田園の夢唄』（1938年（昭和13年）9月）［細川潤一作編曲、歌：松島詩子]
- 『田園交響楽』（1938年（昭和13年）9月）［細川潤一作曲、歌：樋口静雄]
- 『日本男児の歌』（1938年（昭和13年）10月）［杉山長谷夫作編曲、歌：塩まさる]
- 『夢の青空』（1938年（昭和13年）12月）［古賀政男作曲、歌：美ち奴]
- 『彌次喜多道中記』（1938年（昭和13年）12月）［古賀政男作曲、歌：楠木繁夫、ディック・ミネ]
- 『人生の旅路』（1939年（昭和14年）2月）［細川潤一作曲、歌：樋口静雄]
- 『嵐に立つ女』（1939年（昭和14年）4月）［島田逸平作編曲、歌：松島詩子]
- 『二人ゆく人生』（1939年（昭和14年）7月）［細川潤一作編曲、歌：樋口静雄、松島詩子]
- 『愛のいばら路』（1939年（昭和14年）7月）［細川潤一作編曲、歌：筑波高]
- 『綾子の歌』（1939年（昭和14年）8月）［中川栄三作編曲、歌：松島詩子]
- 『さらば上海』（1939年（昭和14年）8月）［古賀政男作曲、歌：李香蘭]
- 『上海の踊り子』（1940年（昭和15年）4月）［細川潤一作曲、歌：松島詩子］、（1952年（昭和27年）11月）［細川潤一作編曲、歌：松島詩子]
- 『旅する人々』（1940年（昭和15年）5月）［細川潤一作編曲、歌：林伊佐緒］
- 『サーカスの娘』（1940年（昭和15年）5月）［上原げんと作編曲、歌：松島詩子］
- 『高原の乙女』（1940年（昭和15年）6月）［細川潤一作編曲、歌：松島詩子］
- 『緑の幌馬車』（1940年（昭和15年）6月）［細川潤一作曲、歌：樋口静雄]
- 『父さま星』（1940年（昭和15年）6月）［細川潤一作曲、歌：樋口静雄]
- 『広東の踊り子』（1940年（昭和15年）9月）［細川潤一作曲、歌：松島詩子］
- 『純情の窓』（1940年（昭和15年）10月）［多紀英二作編曲、歌：松島詩子］
- 『幾山河』（1940年（昭和15年）10月）［島田逸平作編曲、歌：林伊佐緒、横山郁子］、（1946年（昭和21年）3月）［細川潤一作曲、歌：林伊佐緒、横山郁子］
- 『輝く青空』（1941年（昭和16年）2月）［中川栄三作編曲、歌：井口小夜子］
- 『母代の歌』（1941年（昭和16年）2月）［佐藤長助作編曲、歌：松島詩子］
- 『みなと東京』（1941年（昭和16年）8月）［上原げんと作編曲、歌：岡晴夫］
- 小学校唱歌『スキー』（1942年（昭和17年））［平井康三郎作曲］
- 『ハワイ撃滅の歌』（1942年（昭和17年）4月）［河村光陽作曲、歌：木下保］
- 『攻めぬけ勝ちぬけ』（1942年（昭和17年）5月）［定方雄吉作曲、佐藤長助編曲、歌：岡晴夫］
- 『行進歌集（下）4.進め一億火の玉だ 5.ハワイ撃滅 6.十億の進軍』(5.と6.)（1942年（昭和17年）8月）［河村光陽(5.)作曲、林伊佐緒(6.)作曲、歌：キング混声合唱団］
- 『敵将降伏』（1942年（昭和17年）9月）［細川潤一作曲、歌：林伊佐緒］
- 『米英撃滅』（1942年（昭和17年）9月）［細川潤一作曲、歌：林伊佐緒］
- 『南京の踊り子』（1942年（昭和17年）12月）［細川潤一作編曲、演奏：キング軽音楽団］
- 『征けやロンドン』（1943年（昭和18年）6月）［細川潤一作編曲、歌：永田絃次郎］
- 『日本行軍歌』（1944年（昭和19年）2月）［島田逸平作曲、佐藤長助編曲、歌：鬼俊英、井口小夜子、伴奏：陸軍軍楽隊］
- 『若い母の歌』（1944年（昭和19年）4月）［細川潤一作編曲、歌：井口小夜子］
- 『神風節』（1945年（昭和20年）1月）［佐々木俊一作曲、篠原正雄編曲、歌：永田絃次郎、富士音盤合唱団］
- 『月夜のほととぎす』（1951年（昭和26年）8月）［中山晋平作曲、小沢直与志編曲、歌：古賀さと子、伴奏：ビクターオーケストラ]
- 『どこでおねんねするの ―マザーグースより』（1951年（昭和26年）9月）［飯田信夫作編曲、歌：古賀さと子、伴奏：ビクターオーケストラ]
- 『ニッポン音頭』（1951年（昭和26年）10月）［中山晋平作曲、小沢直与志編曲、歌：宇都美清、榎本美佐江、喜久丸、三味線：豊吉、豊文]
- 『愉快なスケーター』（1951年（昭和26年）11月）［服部正作編曲、歌：星野広子、矢野滋、伴奏：ビクターオーケストラ]
- 『おもちゃのバレー』（1951年（昭和26年）11月）［平岡照章作編曲、歌：関根敏子、児童合唱、伴奏：ビクターオーケストラ]
- 『小人の踊り』（1952年（昭和27年）1月）［平岡照章作編曲、歌：関根敏子、児童合唱、伴奏：ビクターオーケストラ]
- 『熊の子祭り』（1952年（昭和27年）1月）［中山晋平作曲、小沢直与志編曲、歌：星野広子、児童合唱、伴奏：ビクターオーケストラ]
- 『どんぐりとリス』（1952年（昭和27年）2月）［清水保雄作編曲、歌：古賀さと子、児童合唱、伴奏：ビクターオーケストラ]
- 『ニッパーのピクニック』（1952年（昭和27年）3月）［保田正作編曲、歌：古賀さと子、伴奏：ビクターオーケストラ]
- 『山羊の赤ちゃん』（1952年（昭和27年）3月）［小村三千三作編曲、歌：小林八重子、伴奏：ビクターオーケストラ]
- 『海の子・山の子』（1952年（昭和27年）4月）［平岡照章作編曲、歌：関根敏子、児童合唱、伴奏：ビクターオーケストラ]
- 『鈴蘭香る丘』（1952年（昭和27年）4月）［服部正作編曲、歌：星野広子、伴奏：ビクターオーケストラ]
- 『トコシャン節』（1952年（昭和27年）4月）［吉田正作曲、清水保雄編曲、歌：久慈あさみ、宇都美清、伴奏：ビクターオーケストラ]
- 『女心に雨が降る』（1952年（昭和27年）4月）［佐々木俊一作曲、松井八郎編曲、歌：草葉ひかる、伴奏：ビクター・オーケストラ]
- 『月夜のさくら』（1952年（昭和27年）5月）［佐々木俊一作曲、佐野鋤編曲、歌：関根敏子、児童合唱、伴奏：ビクターオーケストラ]
- 『おヨメさん/てまりうた』（1952年（昭和27年）5月）［佐々木俊一作曲、小沢直与志編曲、歌：古賀さと子、児童合唱、伴奏：ビクターオーケストラ]
- 『忘れじの花束（ラモ・デ・ノビア）』（1952年（昭和27年）6月）［松井八郎作編曲、歌：淡谷のり子、伴奏：ビクター・オーケストラ]
- 『黒い瞳のアンナ』（1952年（昭和27年）6月）［松井八郎作編曲、歌：淡谷のり子、伴奏：ビクター・オーケストラ]
- 『ニッパーのお祭り』（1952年（昭和27年）7月）［中山晋平作曲、小沢直与志編曲、歌：古賀さと子、児童合唱、伴奏：ビクターオーケストラ]
- 『やなぎブギ』（1952年（昭和27年）7月）［佐野鋤作編曲、歌：市丸、三味線：静子、豊文、伴奏：ビクター・オーケストラ]
- 『夜の雨』（1952年（昭和27年）7月）［加藤光男作編曲、歌：市丸、三味線：静子、豊文、伴奏：ビクター・オーケストラ]
- 『潮来情話』（1952年（昭和27年）7月）［佐々木俊一作曲、小沢直与志編曲、三味線弾き語り：市丸、伴奏：ビクター・オーケストラ]
- 『おぼろ月十三夜』（1952年（昭和27年）7月）［佐々木俊一作曲、小沢直与志編曲、歌：榎本美佐江、伴奏：ビクター・オーケストラ]
- 『五つの子ねこ』（1952年（昭和27年）7月）［小村三千三作編曲、歌：小林八重子、伴奏：ビクターオーケストラ]
- 『ちんころたんころ』（1952年（昭和27年）8月）［山本芳樹作編曲、歌：小林八重子、伴奏：ビクターオーケストラ]
- 『藤十郎恋唄』（1952年（昭和27年）9月）［松井八郎作編曲、歌：小畑実、伴奏：ビクター・オーケストラ]
- 『夢の花馬車』（1952年（昭和27年）10月）［小村三千三作編曲、歌：関根敏子、伴奏：ビクターオーケストラ]
- 『あんころころころ』（1953年（昭和28年）2月）［小村三千三作編曲、歌：長坂明栄、児童合唱、伴奏：ビクターオーケストラ]
- 『牧場の夕月』（1953年（昭和28年）4月）［小村三千三作編曲、歌：古賀さと子、伴奏：ビクターオーケストラ]
- 『虹立つ丘』（1953年（昭和28年）4月）［平岡照章作編曲、歌：ビクター児童合唱団、伴奏：ビクターオーケストラ]
- 『ぴょんぴょん虫』（1953年（昭和28年）4月）［平岡照章作編曲、歌：小鳩くるみ、伴奏：ビクターオーケストラ]
- 『南の花束』（1953年（昭和28年）6月）［平岡照章作編曲、歌：古賀さと子、伴奏：ビクターオーケストラ]
- 『笛の音は空とほく』（1953年（昭和28年）9月）［佐々木俊一作曲、佐野鋤編曲、歌：久慈あさみ、伴奏：ビクター・オーケストラ]
- 『こざるのめがね』（1953年（昭和28年）12月）［平岡照章作編曲、歌：小鳩くるみ、伴奏：ビクターオーケストラ]
- 『オロチョンのお祭』（1954年（昭和29年）4月）［平岡照章作編曲、歌：田端典子、児童合唱、伴奏：ビクターオーケストラ]
- 『おまつり』（1954年（昭和29年）5月）［平岡照章作編曲、歌：くるみ児童合唱団、伴奏：ビクターオーケストラ]
- 『ポプラの夢』（1954年（昭和29年）6月）［清水保雄作曲、歌：古賀さと子、伴奏：ビクターオーケストラ]
- 『月見草の丘』（1954年（昭和29年）6月）［平岡照章作曲、歌：山田礼子、伴奏：ビクターオーケストラ]
- 『浜辺に濡れて』（1954年（昭和29年）6月）［佐々木俊一作編曲、歌：灰田勝彦、伴奏：ビクター・オーケストラ]
- 『名古屋ぶし』（1954年（昭和29年）6月）［大村能章作編曲、歌：中山嘉子、喜久丸、三味線：豊吉、豊藤、琴：田中佐知子]
- 『こども音頭』（1954年（昭和29年）7月）［佐野鋤作編曲、歌：古賀さと子、田端典子、児童合唱、伴奏：ビクターオーケストラ]
- 『鉄火奉行のうた』（1954年（昭和29年）8月）［大村能章作編曲、歌：小畑実、三味線：豊吉、豊寿、伴奏：ビクター・オーケストラ]
- 『江戸の流れ星』（1954年（昭和29年）8月）［大村能章作編曲、歌：小畑実、三味線：豊吉、豊文、伴奏：ビクター・オーケストラ]
- 『のりものごっこ』（1954年（昭和29年）8月）［定方雄吉作曲、小沢直与志編曲、歌：福住房子、伴奏：ビクターオーケストラ]
- 『からまつの林をゆけば』（1954年（昭和29年）9月）［平岡照章作曲、歌：川野啓一、伴奏：ビクター・オーケストラ]
- 『北の子南の子』（1955年（昭和30年）1月）［平岡照章作編曲、歌：田端典子、くるみ児童合唱、伴奏：ビクター・オーケストラ]
- 『熱海とろりこ』（1955年（昭和30年）3月）［中山晋平作曲、小沢直与志編曲、歌：駒千代、熱海芸妓連中、三味線：豊吉、豊静、伴奏：ビクター・オーケストラ]
- 『こども音頭』（1955年（昭和30年）5月）［佐野鋤作編曲、歌：古賀さと子、田端典子、児童合唱、伴奏：ビクターオーケストラ]
- 『よいこの踊り』（1955年（昭和30年）5月）［平岡照章作編曲、歌：古賀さと子、児童合唱、伴奏：ビクターオーケストラ]
- 『ひよこの茶目さん』（1955年（昭和30年）9月）［平岡照章作編曲、歌：小鳩くるみ、伴奏：ビクター・オーケストラ]
- 『仲よしひなまつり』（1956年（昭和31年）2月）［佐野鋤作編曲、歌：大道寺重野、児童合唱、伴奏：ビクター・オーケストラ]
- 『PTA音頭』（1956年（昭和31年）6月）［飯田信夫作編曲、歌：田端典子、小西潤、中原葉子、児童合唱、
- 『ああ古城』（1956年（昭和31年）9月）［飯田信夫作編曲、歌：ビクター女声合唱団、真弓田一夫、伴奏：ビクター・オーケストラ]
- 『希望のオーロラ』（1957年（昭和32年）4月）［服部正作編曲、歌：ビクター女声合唱団、伴奏：ビクター・オーケストラ]
- 『学校音頭』（1957年（昭和32年）6月）［飯田信夫作編曲、歌：田端典子、小西潤、児童合唱、伴奏：ビクター・オーケストラ]
- 『さくら吹雪』（1957年（昭和32年）10月）［佐野鋤作編曲、歌：ビクター児童合唱団、伴奏：ビクター・オーケストラ]
- 『坊やと踊りましょう』（1958年（昭和33年）7月）［小村三千三作編曲、歌：ビクター児童合唱団、伴奏：ビクター・オーケストラ]
- 『輝く南十字星』（1959年（昭和34年）4月）［服部正作編曲、歌：藤井典明、伴奏：ビクター・オーケストラ]
- 『こだまの太鼓』（1959年（昭和34年）11月）［佐野雅美作編曲、歌：大道寺重野、伴奏：ビクター・オーケストラ]
- 『三浜盆唄』（1960年（昭和35年）1月）［茨城県民謡：時雨音羽補作、小沢直与志編曲、歌：伊藤かづ子、三味線：豊静、豊宏、伴奏7：ビクター・オーケストラ]
- 『歌え若人』（1960年（昭和35年）4月）［飯田信夫作編曲、歌：田端典子、ビクター・ワンワン・コーラス、伴奏：ビクター・オーケストラ]
- 『いわき「じゃんがら」』（1960年（昭和35年）4月）［福島民謡：時雨音羽補作、石平三郎編曲、歌：鈴木正夫、囃子：吉田昌治社中、伴奏：ビクター・オーケストラ]
- 『胡蝶の舞い』（1960年（昭和35年）9月）［飯田信夫作編曲、歌：田端典子、伴奏：ビクター・オーケストラ]

## 楽譜
- 『出船の港』中山晋平 編輯、時雨音羽 歌、山野樂器店、1927年（昭和2年）
- 『君戀し 民謠詩集』ビクター出版社、1929年（昭和4年）
- 『黒ゆりの花』時雨音羽 作詩、佐々紅華 作曲、ビクター出版社、1929年（昭和4年）
- 「陽気な唄」「浪花小唄 (道頓堀夜景)」「摩天楼」田中豊明編『映画音楽集』春秋社、1932年（昭和7年）所収
- 「鉾ををさめて」大日本聯合青年團編『青年歌謠集』日本青年館、1932年（昭和7年）所収
- 「出船の港」『日本名歌集 vol. 2』タジマ楽譜、1946年（昭和21年）所収
- 『江戸の流れ星 大映映画『鉄火奉行』主題歌』新興樂譜出版社、1950年（昭和25年）
- 「続 スキー 同声三部合唱」平井康三郎編『コーラスアルバム』音楽之友社、1950（昭和25年）－1955年（昭和30年）所収
- 「出船の港」音樂之友社編『獨唱名曲八十番』音樂之友社、1950年（昭和25年）所収
- 『浪花小唄』佐々紅華 作曲、新興樂譜出版社、1951年（昭和26年）
- 『鉾をおさめて』中山晋平 作曲、新興樂譜出版社、1951年（昭和26年）
- 『出船の港』中山晋平 作曲、新興樂譜出版社、1951年（昭和26年）
- 「君恋し」『江梨子. 君恋し』佐々紅華 作曲、寺岡真三 編曲、全音楽譜出版社、1962年（昭和37年）所収
- 「スキー」『日本童謡百曲集』新興楽譜出版社、1977年（昭和52年）所収
- 「鉾をおさめて」林光編曲『混声合唱による日本抒情歌曲集 1,2,3』Zen-on Music Co.、1979年（昭和54年）－1981年（昭和56年）所収
- 「鉾をおさめて」三善晃編曲『五つのルフラン  男声合唱のための』カワイ出版、1983年（昭和58年）所収
- 「出船の港」「鉾をおさめて」伊藤玲子編『日本歌曲選集』ドレミ楽譜出版社、1988年（昭和63年）所収
- 「スキー」若松正司編曲『日本のうたメドレー  少年少女のための合唱曲集』音楽之友社、1989年（平成元年）所収
- 「スキー」平井康三郎編『こどものうた愛唱曲集 とんぼのめがね』音楽之友社、1992年（平成4年）所収
- 「忍路」『日本歌曲全集 弘田龍太郎・杉山長谷夫・成田為三・藤井清水』音楽之友社、1993年（平成5年）所収
- 「鉾をおさめて」「出船の港」『日本歌曲全集 小松耕輔・本居長世・梁田貞・中山晋平』音楽之友社、1993年（平成5年）所収
- 「スキー」木村四郎編『女子学生のためのたのしい歌曲集』音楽之友社、1997年（平成9年）所収
- 「出船の港」「鉾をおさめて」奈良守康編曲『ギター伴奏による日本名歌集』現代ギター社、1998年（平成10年）所収
- 「出船の港」「鉾をおさめて」池辺晋一郎編曲『潮騒のなかで 女声合唱のための5つの日本抒情歌曲』カワイ出版、1998年（平成10年）所収
- 「鉾をおさめて」日本合唱指揮者協会編著『リーダーシャッツ21 女声合唱』河合楽器製作所・出版部、2003年（平成15年）所収
- 「スキー」『Lonely Woman. スキー』ショパン、2005年（平成17年）所収

## 校歌作詞
- 小樽商科大学校歌、1932年（昭和7年）
- 沓形小学校校歌、1935年（昭和10年）
- 利尻小学校校歌、1935年（昭和10年）
- 鴛泊小学校校歌、1939年（昭和14年）
- 羽幌町立羽幌中学校校歌、1947年（昭和22年）
- 枝幸町立枝幸小学校校歌、1950年（昭和25年）
- 仙法志中学校校歌、1952年（昭和27年）
- 鬼脇中学校校歌、1954年（昭和29年）
- 三鷹市立第一中学校校歌、1954年（昭和29年）
- 北海道稚内商工高等学校校歌、1955年（昭和30年）
- 鴛泊中学校校歌、1957年（昭和32年）
- 新湊小学校校歌、1959年（昭和34年）
- 北海道浜頓別高等学校校歌、1960年（昭和35年）
- 沓形小学校の新しい校歌、1960年（昭和35年）
- 沓形中学校校歌、1960年（昭和35年）
- 稚内市立稚内東中学校校歌、1972年（昭和47年）[1]

## 編著書
- 『民謡集 うり家札[注釈 6]』米本書店、1924年（大正13年）
- 『花に滲ませて 民謡詩集』博豊館、1925年（大正14年）
- 『出船の港 民謠詩集』京文社、1929年（昭和4年）
- 『童謡劇 猿におなりよ』盛林堂、1929年（昭和4年）
- 『童謡劇 地蔵も踊る 一幕』盛林堂、1929年（昭和4年）
- 『童謡劇 小僧さんと狸 二場』盛林堂、1929年（昭和4年）
- 『童謡劇 鼠の留守番』盛林堂、1929年（昭和4年）
- 『児童劇 ポチとカロ 三景』盛林堂書店、1930年（昭和5年）
- 『短い子供劇 チャイナ床』盛林堂書店、1931年（昭和6年）
- 『流行歌謡入門』作品社、1938年（昭和13年）
- 『御用船』新興出版社、1940年（昭和15年）
- 『レコード芸術 歌謡随筆』宗高書院、1947年（昭和22年）
- 『島物がたり』宗谷観光協会、1948年（昭和23年）
- 『君恋し』ぷやら新書刊行会、1961年（昭和36年）
- 『日本歌謡集 明治・大正・昭和の流行歌』現代教養文庫、1963年（昭和38年）
- 『大正琴でつづる明治百年 明治・大正・昭和の流行歌』（フォノ・シートブック）ビクター出版、1967年（昭和42年）
- 『増補版 日本歌謡集 明治・大正・昭和の流行歌』現代教養文庫、1970年（昭和45年）
- 『北海道・歌謡の旅 歌でつづる郷土の観光ハンド・ブック』新興楽譜出版社、1970年（昭和45年）
- 『日本の民謡 時代民謡と新作民謡四百曲とその解説』新興楽譜出版社、1970年（昭和45年）
- 『人生流行歌』有隣書房、1972年（昭和47年）
- 『「出船の港」と利尻島』北書房、1976年（昭和51年）

## 共著書
- 『鰊の話』（木田金次郎、永田米作、吉田哲と共著）観光社、1951年（昭和26年）
- 『みんなで書いた野口雨情伝』（平輪光三と共著）金の星社、1982年（昭和57年）
- 『大活字本 心にふるさとがある 3』作品社、1998年（平成10年）
- 『日本のうた こころの歌 明日へ残したい名曲選 CDつきマガジン6 雪の降る町を』谷内六郎画、デアゴスティ－ニ・ジャパン、2004年（平成16年）
- 『日本のうた こころの歌 明日へ残したい名曲選 CDつきマガジン50 ローレライ』谷内六郎画、デアゴスティ－ニ・ジャパン、2005年（平成17年）
- 『日本のうた こころの歌 明日へ残したい名曲選 CDつきマガジン94 いぬのおまわりさん』谷内六郎画、デアゴスティ－ニ・ジャパン、2007年（平成19年）

## 記事・論文
- 「樹下の一夜」『文藝春秋』1924年（大正13年）3月号所収[1]
- 「塩の神は潮路の神」、「塩釜の釜」、「伊達政宗の製塩法」『塩と民族』日本講演協会、1943年（昭和18年）所収
- 「雨情の歌謡」『国文学 解釈と鑑賞』1955年（昭和30年）8月号、第20巻第8号所収